# Srednja Dobrava
Srednja Dobrava je naselje v Občini Radovljica. Krajevna skupnost Srednja Dobrava zajema vasi Srednja, Spodnja in Zgornja Dobrava, Mišače in Lipnica. Srednja Dobrava leži na planoti na višini 500 m, med dolino Lipnice, ki teče v senci Jelovice, in Save. Dobravska polja in gozdovi, v zgornjem delu posejani z vrtačami, se rahlo spuščajo vse do Podnarta. 

## Zgodovina vasi
Ime vasi je bilo prvič zapisano 1368 kot Hard (nem. 'listnat gozd' ali 'planota'). Nekdaj so na planoti pobirali in kopali železovo rudo bobovec, ki so jo talili fužinarji v Kropi in Kamni Gorici, od česar je ostal samo še vhod v rudnik Štolm, ki je v drugi polovici 18. stoletja preluknjal planoto po njeni širini. Dobravske kmetije so takrat oskrbovale rudarje in železarje z žitom. 5. decembra 1941 so nemški okupatorji vse vaščane izselili in jih zaprli v Škofove zavode v Šentvidu pri Ljubljani. Nekaj se jih je kmalu vrnilo, nekaj pa so jih poslali v delovno izgnanstvo v Nemčijo in so se vrnili šele na koncu vojne – dan izselitve je krajevni praznik. Na pokopališču skupaj s soborci počiva dobravski učitelj, ljudski prosvetitelj in narodni heroj Stane Žagar. 18 zlomljenih žitnih klasov partizanskega spomenika, ki ponazarjajo padle s Srednje Dobrave in okoliških vasi, so po načrtu arhitekta Borisa Kobeta leta 1957 skovali v Kropi, verze zanj je spesnil Matej Bor. Med domačini je bilo v drugi svetovni vojni enajst žrtev: dva so Nemci ustrelili kot talca, dva sta umrla v taborišču, šest jih je padlo v partizanih, eden je umrl neznano kje in kako. Na pročelju gasilskega doma na vojne čase spominjata dve plošči: izgnancem in Stanetu Žagarju. 

## Kultura in turizem
Če pridemo z vlakom, izstopimo v Podnartu, Otočah ali Globokem in se povzpnemo do označene poti, ki gre po severnem robu, kjer se planota preko prepadnih sten lomi v dolino. Z razgledišč Ojstra peč na Vrečah in s Stovca se odstirajo pogledi na savske brzice, železnico vzdolž Save in na vrhove Karavank, s srede planote pa na slikovito cerkvico na Jamniku v podaljšku Jelovice. »Z Vreč je prav imeniten razgled in vidi se 29 cerkva, saj pogled sega na vse nebesne strani,« je zapisal Jakob Aljaž, ki je bil konec 19. stoletja župnik na Dobravi. Preko Srednje Dobrave poteka Aljaževa spominska pot; na nagrobnik v cerkvenem zidu je »triglavski kralj« dal vklesati verze v materin spomin. Cerkev Povišanja sv. Križa je iz srede 18. stoletja, križev pot v njej je upodobil kranjski slikar Leopold Layer. Domačini imenujejo cerkev po svetem Roku, ki je svojčas privabljal romarje in stoji v stranskem oltarju, na zemljevidih iz Franciscejskega katastra se cerkev imenuje po sv. Heleni.
Na Dobravi so nekaj časa prebivali ali sem zahajali Joža Lovrenčič, Stane Žagar, Jakob Aljaž, Janez Jalen, filmar in fotograf Janko Balantič. 
V zadružnem domu sredi vasi je gostilna z vrtom. Dobrava ni zanimiva samo za sprehajalce, jezdece, romarje, ampak tudi za kolesarje, ki se vzpnejo nanjo po cesti iz Podnarta do Prezrenj in Spodnje Dobrave, ali iz kroparske smeri, ali pa med konglomeratnimi balvani čez Mišače od Save pri Globokem. Pozimi potegnejo na Dobravi tekaške proge in pripravijo drsališče, poleti pa priredijo gasilsko veselico. 
Pohodne poti vodijo z Zgornje Dobrave v Kamno Gorico in od tam preko Fuksove brvi na Savi v Radovljico ali čez Otoče k romarski cerkvi na Brezje. Iz Lipnice se vzpenja pot do cerkvice na Jamniku, od Miklavžovčeve kmetije v Lipnici pa do Partizanskega doma na Vodiški planini nad Kropo na Jelovici (1108 m).
- Cerkev Svetega Križa
- Spomenik padlim med 2. svetovno vojno
- Pogled na Zgornjo in Srednjo Dobravo s Suharne
- Mežnarija na Dobravi